# 巴尔德内夫罗
巴尔德内夫罗，是西班牙卡斯蒂利亚-莱昂索里亚省的一个市镇。总面积52平方公里，总人口137人（2001年），人口密度3人/平方公里。